# Broke with Expensive Taste
Broke with Expensive Taste è l'album in studio di debutto della rapper statunitense Azealia Banks, pubblicato il 6 novembre 2014.
La sua pubblicazione, originariamente prevista nel settembre 2012, ha subito numerosi posticipi in seguito ad idee confliggenti con la casa discografica Interscope Records. Il disco contiene collaborazioni con Theophilus London ed Ariel Pink ed è stato accolto positivamente dalla critica, tanto che nel 2022 la rivista Rolling Stone l'ha incluso nella sua lista relativa ai duecento migliori album hip hop di tutti i tempi.

## Antefatti
Il singolo di lancio, Yung Rapunxel, è stato diffuso nell'aprile 2013 e viene seguito a settembre da ATM Jam, che vede la partecipazione di Pharrell Williams; quest'ultimo brano non viene poi incluso nella lista tracce definitiva a causa della tiepida ricezione da parte della critica e dei suoi sostenitori. Nel 2014 altri due singoli vengono estratti in via indipendente per promuovere l'album: Heavy Metal and Reflective, il 28 luglio, e Chasing Time, il 22 settembre. Il disco comprende 16 tracce, incluse le precedentemente pubblicate 212 e Luxury.

## Tracce
1. Idle Delilah – 4:32
2. Gimme a Chance – 3:54
3. Desperado – 3:57
4. JFK (feat. Theophilus London) – 5:00
5. 212 (feat. Lazy Jay) – 3:25
6. Wallace – 3:51
7. Heavy Metal and Reflective – 2:37
8. BBD – 3:18
9. Ice Princess – 3:43
10. Yung Rapunxel – 4:00
11. Soda – 3:43
12. Chasing Time – 3:30
13. Luxury – 2:48
14. Nude Beach A-Go-Go – 2:20
15. Miss Amor – 4:28
16. Miss Camaraderie – 5:09